# YHMF
YHMFは、1999年から毎年8月に行われている「高校生の高校生による高校生のための音楽とファッションのイベント」である。

## 概要
「高校生の校外活動の発表の場を設け、高校生のあらゆる可能性を広げることを支援し又、様々な環境にいる高校生の交流の機会を大切にする。」というコンセプトのもとイベントを成功させることを目標とし、高校生の手で運営・企画している。
バンド・ヘアメイクの二部構成でフェスティバルは構成される。ヘアメイク部門は、国際文化理容美容専門学校の協力のもと、高校生モデルによるファッションショーを中心に構成される。2009年からと歴史は浅いが、毎年恒例となっている。その他高校生パフォーマーによるダンスパフォーマンスなども行われる。
出身の著名人に、RADWIMPS、藍坊主、Any、the Village Papasなどがいる。

## 歴史
1981年から開催されていた、YOKOHAMA HIGHSCHOOL HOTWAVE FESTIVALに起源を持つ。1999年より、YHMFとして団体が正式に発足した。以後、2010年まで横浜市と共催した。2011年より、会場がShibuya O-EASTに変更された。今年で渋谷5回目の開催となる。